# Pfalzinstitut für Hören und Kommunikation
Das Pfalzinstitut für Hören und Kommunikation (PIH) mit Sitz in Frankenthal (Pfalz) ist eine Einrichtung für hörgeschädigte und gehörlose Menschen in Trägerschaft des Bezirksverbandes Pfalz. Es zählt zu den ältesten Einrichtungen für hörgeschädigte und gehörlose Menschen in Deutschland.

## Geschichte
Das Institut ist aus einer im Jahr 1825 von Augustin Violet gegründeten Taubstummenschule hervorgegangen. Nach Abschluss seiner hochwertigen Ausbildung in Kaiserslautern und Freising als Taubstummenlehrer für die Armenanstalt der Stadt Frankenthal eingestellt, begann er sogleich, im „Thorhäuschen“ des Armenhauses eine Schule aufzubauen. Dabei setzte er fortschrittliche Unterrichtsmethoden ein und strebte danach, die Kinder zu weitestgehender Selbstständigkeit zu entwickeln. Bis zu seinem Tod im Jahre 1859 kämpfte er um eine bessere Ausstattung und eine Trennung der Schule von der Armenanstalt, eine Forderung, die auch seine Nachfolger erhoben. Aber erst im Jahr 1884 wurde die ökonomische Selbstverwaltung der Schule gestattet. Schon im Jahr 1873 genehmigte der Landrath der Pfalz die Mittel für einen Neubau auf dem Gelände der Kreis-Heil- und Pflegeanstalt. Durch die wachsende Schülerzahl war das Gebäude aber schnell schon wieder zu klein, so dass bereits 1895 ein größerer Neubau in der heutigen Mahlastrasse bezogen wurde.
Der Kreistaubstummenanstalt wurde im Jahr 1929 eine Berufsschule angegliedert. Im Zweiten Weltkrieg wurde das Gebäude 1943 mit Ausnahme der Seitenflügel völlig zerstört. Daher wird seit 1948 das heutige Gebäude in der Holzhofstraße 21 genutzt, das ehemalige Krankenhaus der Heil- und Pflegeanstalt.
Eine Beratungsstelle für Pädagogische Audiologie wurde 1963 gegründet und entwickelte sich nach der Überwindung zunächst vorhandener Vorbehalte und Widerstände zu einer wirksamen Einrichtung, die frühzeitige Hilfe für betroffene Kinder ermöglicht. Eine rechtzeitige Hördiagnostik kann Entwicklungsdefizite verhindern.
In Erinnerung an den Gründer wurde die Taubstummenschule am 4. Mai 1966 vom Bezirkstag der Pfalz in Augustin-Violet-Schule für hörgeschädigte Kinder umbenannt.
Unter dem maßgeblichen Einfluss des seit 1951 an der Schule unterrichtenden Lehrers Herbert L. Breiner entwickelte sie sich zum Pfalzinstitut für Hörsprachbehinderte weiter. Breiner wurde im Jahr 1969 Direktor. Er leitete das Institut bis 1993, als er in den Ruhestand trat. Mit seiner Leitung verbunden sind die Präventive Integration, die als Modellversuch erstmals in der Kindertagesstätte des PIH eingeführt wurde, die modellhafte Einrichtung von Beratung, die Hausspracherziehung, ein Sonderkindergarten, die differenzierte Ganztagsschule bis zum Fachabitur, die Vorhaltung von Internatsplätzen, die berufliche Ausbildung mit Werkstätten sowie die nachschulische Betreuung.

## Leitbild
Das Pfalzinstitut sieht seine Aufgabe in der Bildung, Förderung, Unterrichtung, Beratung und Erziehung von Kindern, Jugendlichen und jungen Erwachsenen mit Hörschädigung und verfolgt dabei das Ziel, ihnen die Teilhabe an der Gesellschaft zu ermöglichen. In seinem Leitbild führt das Institut aus, dass sein Menschenbild auf der Aussage basiert: „Die Würde des Menschen ist unantastbar“. Daraus abgeleitet ergeben sich sowohl die Anforderungen an die Beschäftigten, als auch der Auftrag, eine individuell auf die Fähigkeiten und den Förderbedarf des Kindes abgestimmte Gestaltung der Erziehung und Bildung anzustreben.

## Aufbau und Angebot
Die Einrichtung gliedert sich einerseits in den Pädagogischen Bereich und andererseits in die Zentralen Dienste, verantwortlich für die Verwaltungsaufgaben. Zum Pädagogischen Bereich gehören die Allgemeinbildende und die Berufsbildende Schule, sowie der Sozialbereich, dem ein Internat, der integrative Kindergarten, verschiedene Beratungsstellen sowie ein Zentrum zur Betreuung von Kindern mit einem Cochlea-Implantat angehören.
Die größte Abteilung des Pfalzinstituts ist die Förderschule (Augustin-Violet-Schule). Das Einzugsgebiet der Schule erstreckt sich über die gesamte Pfalz, die Sonderberufsschule hat ein deutschlandweites Einzugsgebiet. Die Augustin-Violet-Schule des Pfalzinstituts wird von 500 Schülern besucht, weitere 280 Kinder und Jugendliche werden durch Integrationshelfer des Pfalzinstituts im Elternhaus oder in der Regelschule betreut. Das Internat umfasst 150 Plätze für auswärtige Schüler.

## Sonstiges
Am 27. November 1971 gründeten interessierte Eltern den Förderverein Pfalzinstitut Frankenthal e. V. um den gegenseitigen Austausch und Unterstützung zu fördern.